# 루카스 바스케스
루카스 바스케스 이글레시아스(스페인어: Lucas Vázquez Iglesias 'lukaz 'βaθkeθ i'ɣlesjas[*], 1991년 7월 1일, 갈리시아 지방 쿠르티스 ~)는 스페인의 축구 선수로, 현재 스페인 라리가의 레알 마드리드 소속이다. 포지션은 풀백, 윙어이다.
레알 마드리드 유소년 아카데미 졸업생으로, 그는 에스파뇰에 1년간 임대를 간 후, 2015년에 1군 데뷔전을 치렀다. 그가 라 리가 데뷔전을 치른 곳은 후자의 구단이다.
바스케스는 UEFA 유로 2016과 2018 FIFA 월드컵에서 스페인을 대표로 출전했다.

## 클럽 경력

### 레알 마드리드
갈리시아 지방 쿠르티스 출신으로, 바스케스는 2007년, 16세의 나이로 레알 마드리드 유소년 아카데미에 들어갔다. 그는 2010-11 시즌, 그는 레알 마드리드 C 소속으로 성인 무대 첫 경기를 치렀고, 그 다음 시즌, 23경기에 나가 4골을 넣어, 레알 마드리드 카스티야의 5년 만의 세군다 디비시온 승격에 일조했다. 그의 첫 득점은 2012년 2월 25일, 2-2로 비긴 라 로다와의 안방 경기에서 기록했다.
2012년 8월 17일, 바스케스는 2부 리그 경기 데뷔전을 치렀는데, 그는 1-2로 패한 비야레알 원정 경기에서 6분 출전했다. 10월 15일, 3-2로 이긴 라스 팔마스와의 안방 경기에서 첫 골을 넣었는데, 그의 골은 3-2 결승골이 되었다.

### 에스파뇰
2014년 8월 19일, 바스케스는 한 시즌 간 라 리가의 에스파뇰로 임대되었다. 그는 8월 30일, 세비야에게 안방에서 1-2로 패한 경기에서 살바 세비야와 후반에 교체로 들어가 첫 경기를 치렀다.
2014년 10월 5일, 바스케스는 2-0으로 이긴 레알 소시에다드와의 안방 경기에서 선제골을 넣어 스페인 축구 1부 리그 첫 골을 맛보았다. 이듬해 6월 3일, 그는 €2M에 앵무새들 (Pericos) 과 4년짜리 영구 계약을 맺었다.

### 레알 마드리드 복귀
2015년 6월 30일, 레알 마드리드는 인수 조항을 통해 바스케스를 다시 마드리드에 데려왔다. 9월 12일, 그는 전 소속 구단인 에스파뇰과의 원정 경기에서 처음으로 출전해 6-0 승리에 일조했고, 1-0로 안방에서 이긴 그라나다와의 그 다음주 경기에서 처음으로 선발로 나섰다.
2015년 12월 30일, 카림 벤제마와 교체로 들어가 레알 소시에다드와의 리그전 막판 15분에 출전한 바스케스는 처음으로 골을 넣어 산티아고 베르나베우 안방 경기의 3-1 승리에 공헌했다. 그는 그 시즌 UEFA 챔피언스리그에서 7경기를 출전했는데, 소속 구단은 우승을 차지했다. 아틀레티코 마드리드와의 결승전에서 그는 또다시 벤제마와 후반 막판에 교체로 들어갔으며, 소속 구단이 연장전까지 1-1로 비긴 후 승부차기 주자로 나서 깔끔하게 자신의 슛을 성공시켰다.
그는 UEFA 슈퍼컵 2016에서도 세르히오 라모스의 추가 시간 득점을 도와 경기를 연장으로 끌고 갔고, 레알 마드리드는 막판에 승리했다.
2016년 10월 26일, 그는 2021년까지 유효한 새 계약을 맺었다.

## 국가대표팀 경력
바스케스는 스페인 청소년 국가대표팀 출전 기록이 전무하다. 2016년 5월 17일, 그는 사울 니게스, 세르히오 리코와 함께 비센테 델 보스케가 프랑스에서 열릴 UEFA 유로 2016을 앞두고 예비 명단에 올린 국가대표팀 경기에 출전한 적 없는 3명의 선수들 중 한명이었지만, 최종 23인 명단에 자신의 이름을 올렸다. 그는 6월 7일, 콜리세움 알폰소 페레스에서 열린 조지아와의 친선경기에 선발로 출전해 61분 뛰었지만, 0-1로 졌다.
바스케스는 본선에 딱 한 경기 출전했는데, 스타드 드 프랑스에서 열린 이탈리아와의 16강전 경기에 70분 알바로 모라타와 교체되어 들어갔지만, 0-2로 완패했다.

## 클럽 통계
2025년 5월 4일 기준
| 클럽            | 시즌      | 출장 | 득점 |
| --------------- | --------- | ---- | ---- |
| 레알 마드리드 B | 2011–12   | 26   | 4    |
| 레알 마드리드 B | 2012–13   | 26   | 3    |
| 레알 마드리드 B | 2013–14   | 40   | 8    |
| 레알 마드리드 B | 합계      | 92   | 15   |
| 에스파뇰        | 2014–15   | 38   | 4    |
| 레알 마드리드   | 2015–16   | 33   | 4    |
| 레알 마드리드   | 2016–17   | 50   | 4    |
| 레알 마드리드   | 2017-18   | 53   | 8    |
| 레알 마드리드   | 2018-19   | 47   | 5    |
| 레알 마드리드   | 2019-20   | 23   | 3    |
| 레알 마드리드   | 2020-21   | 34   | 2    |
| 레알 마드리드   | 2021-22   | 41   | 3    |
| 레알 마드리드   | 2022-23   | 30   | 4    |
| 레알 마드리드   | 2023-24   | 38   | 3    |
| 레알 마드리드   | 2024-25   | 48   | 2    |
| 레알 마드리드   | 합계      | 397  | 38   |
| 경력 합계       | 경력 합계 | 542  | 59   |

1 UEFA 슈퍼컵 및 FIFA 클럽 월드컵 경기 포함 

## 수상

#### 레알 마드리드[21]
- 라리가 : 2016–17, 2019–20, 2021–22, 2023–24
- 국왕컵 : 2022–23
- 수페르코파 데 에스파냐 : 2017, 2022
- UEFA 챔피언스리그: 2015–16, 2016–17, 2017–18, 2021–22, 2023–24
- UEFA 슈퍼컵: 2016, 2017, 2022, 2024
- FIFA 클럽 월드컵 : 2016, 2017, 2018
- FIFA 인터컨티넨탈컵 : 2024
- 세군다 디비시온 B : 2011-12